# Pieter Bruegel
Idősebb Pieter Bruegel (eredetileg: Brueghel, kiejtéseⓘ) Breda, 1525? – Brüsszel, 1569. szeptember 9.) a neves flamand festőcsalád első, legjelentősebb tagja, a 16. század legnagyszerűbb flamand festője. 1559-ig Brueghelnek írta a nevét, később elhagyta a h-t, de a fiai megtartották az eredeti formát.

## Élete

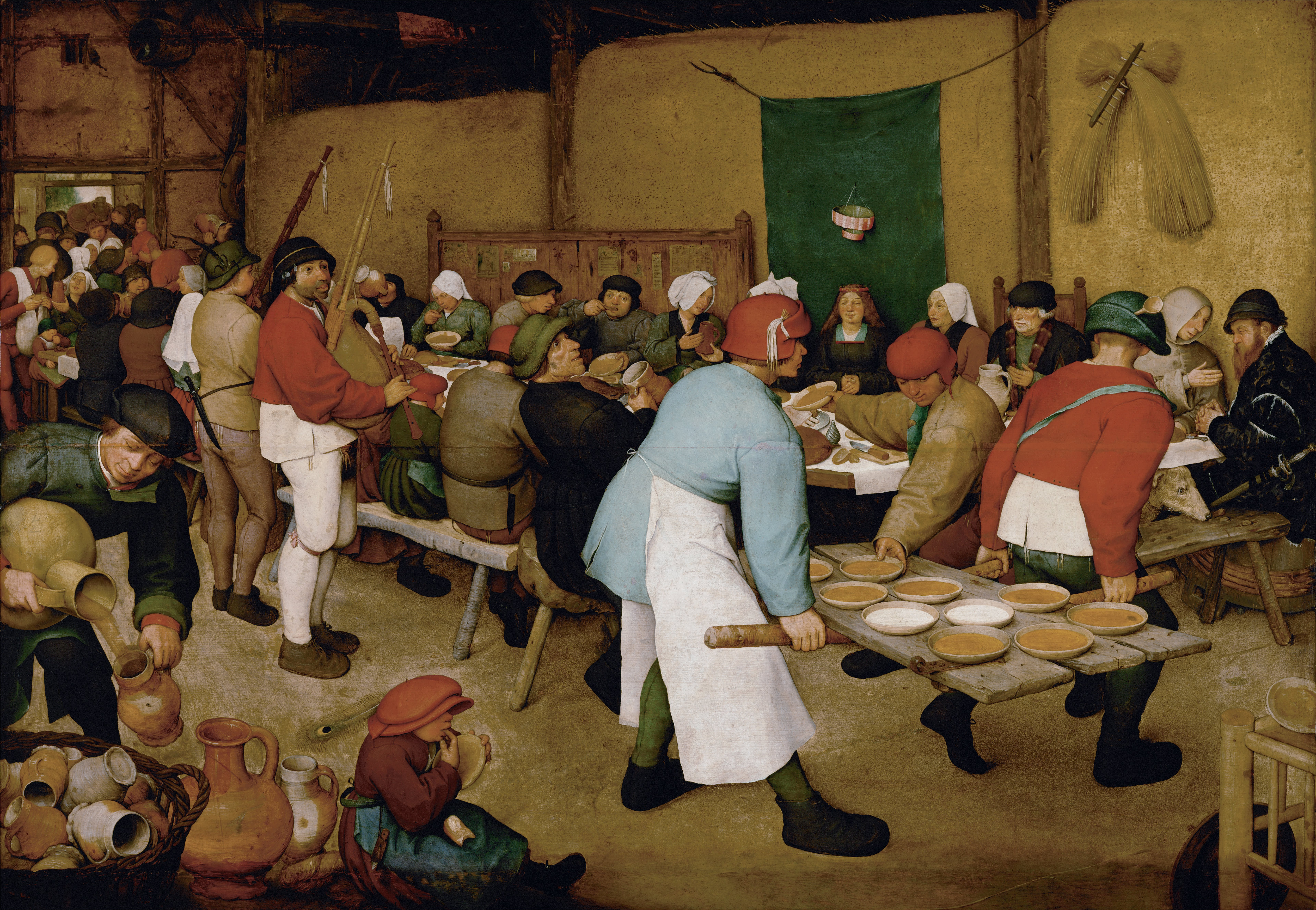
Parasztlakodalom (1568)

Valószínűleg Bredában született, a Brabanti Hercegségben, amely ma Hollandiához tartozik. Életéről sok adatot nem tudunk. Nem tudni, pontosan melyik évben született, kik voltak a szülei, milyen képzést kapott, kik voltak a mesterei. Születési helyeként Breda mellett Amberes is felvetődött. Az antwerpeni festőcéh 1551-ben fogadta mesterré mint Pieter Coecke van Aelst, az antwerpeni művész, szobrász, építész, szőnyegszövő és üvegfestő tanítványát. 1551 és 1552 között Itáliába utazott, hogy tökéletesítse festészetét. Egészen Szicíliáig eljutott, egy évet töltött Rómában, s eközben tájképeket készített.
1553-ban (vagy 1555-ben) tért vissza Antwerpenbe, ahol tíz évig élt, majd Brüsszelbe költözött. Első hiteles, dátummal jelzett képe 1558-ban készült. 1563-ban feleségül vette Coecke van Aelst lányát, Maykent, a házasságból két fia született, ifjabb Pieter Brueghel és id. Jan Brueghel, a két festő. Az esküvő után a felesége családjának kérésére költöztek el Brüsszelbe. Az áttelepülés okát többféleképpen magyarázzák. Az egyik vélemény szerint a spanyol udvarban gyanússá vált az a humanista műveltségű kör, amelyhez Bruegel tartozott, s ezért kényszerült távozásra. Más vélemények szerint a költözés oka, hogy így kerüljön közelebb a Németalföldi Államtanács elnökének, Granvella kardinálisnak köréhez. Itt halt meg aránylag fiatalon, 1569-ben.

## Művészete

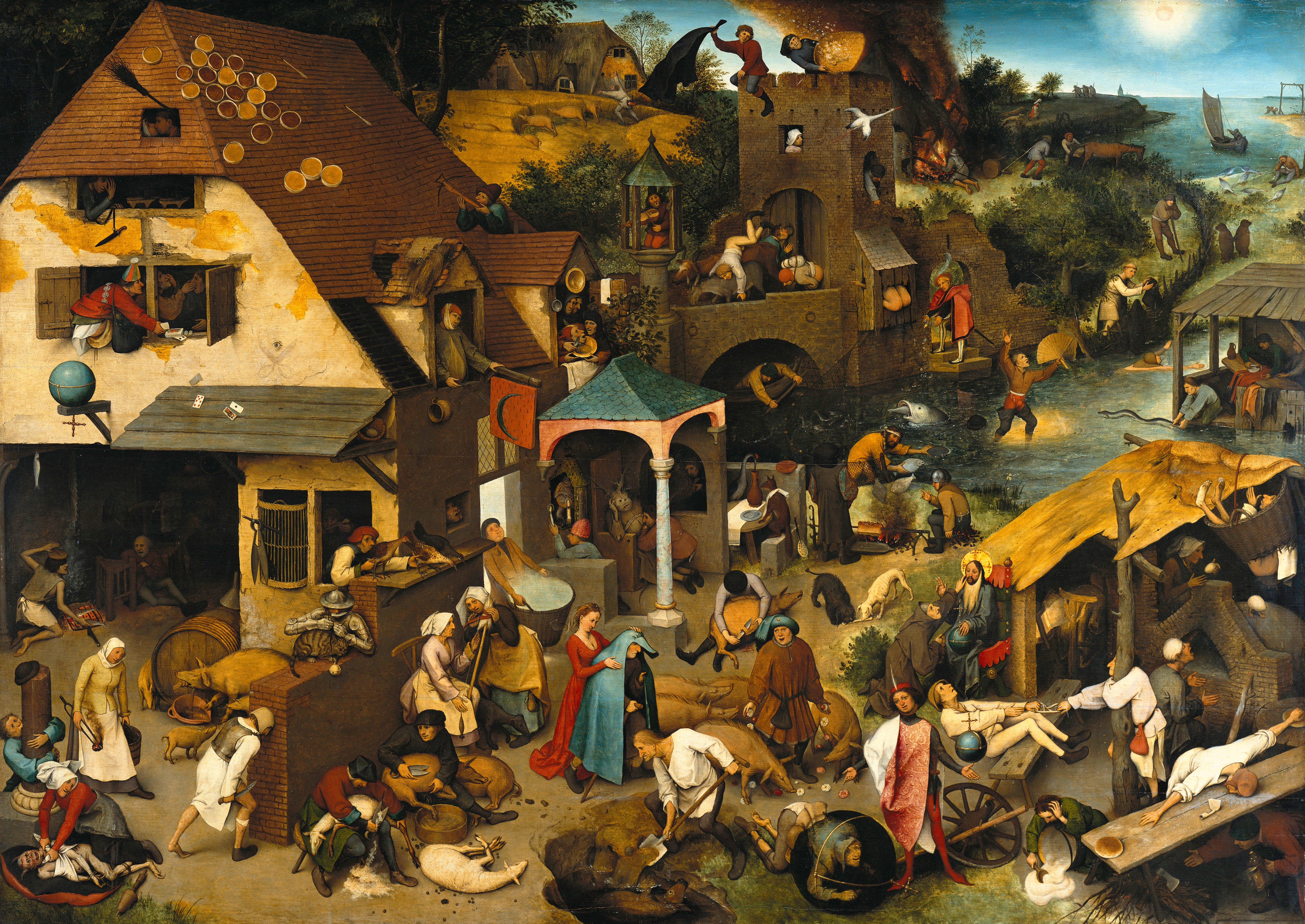
Flamand közmondások (1559)

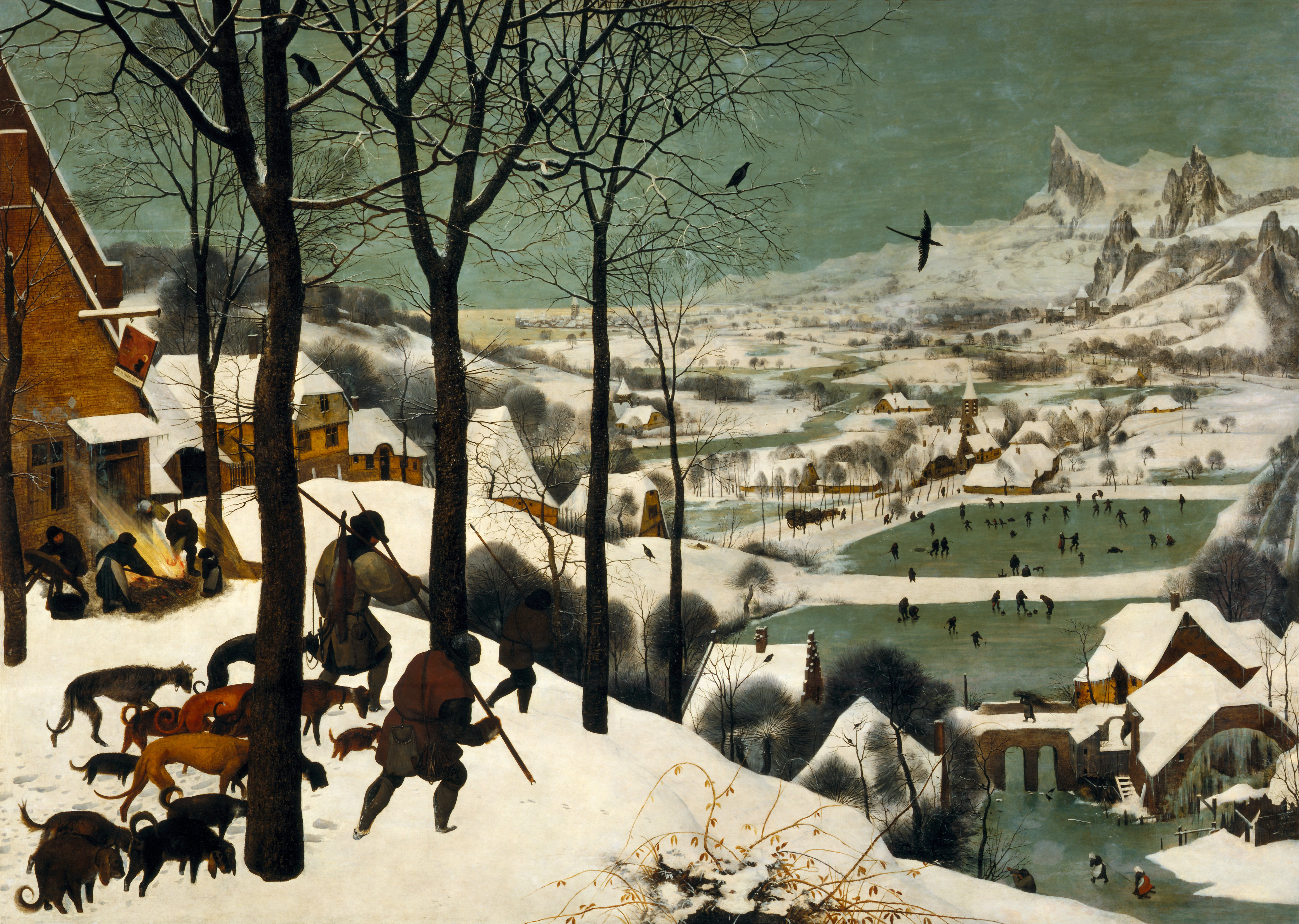
Vadászok a hóban (1565)

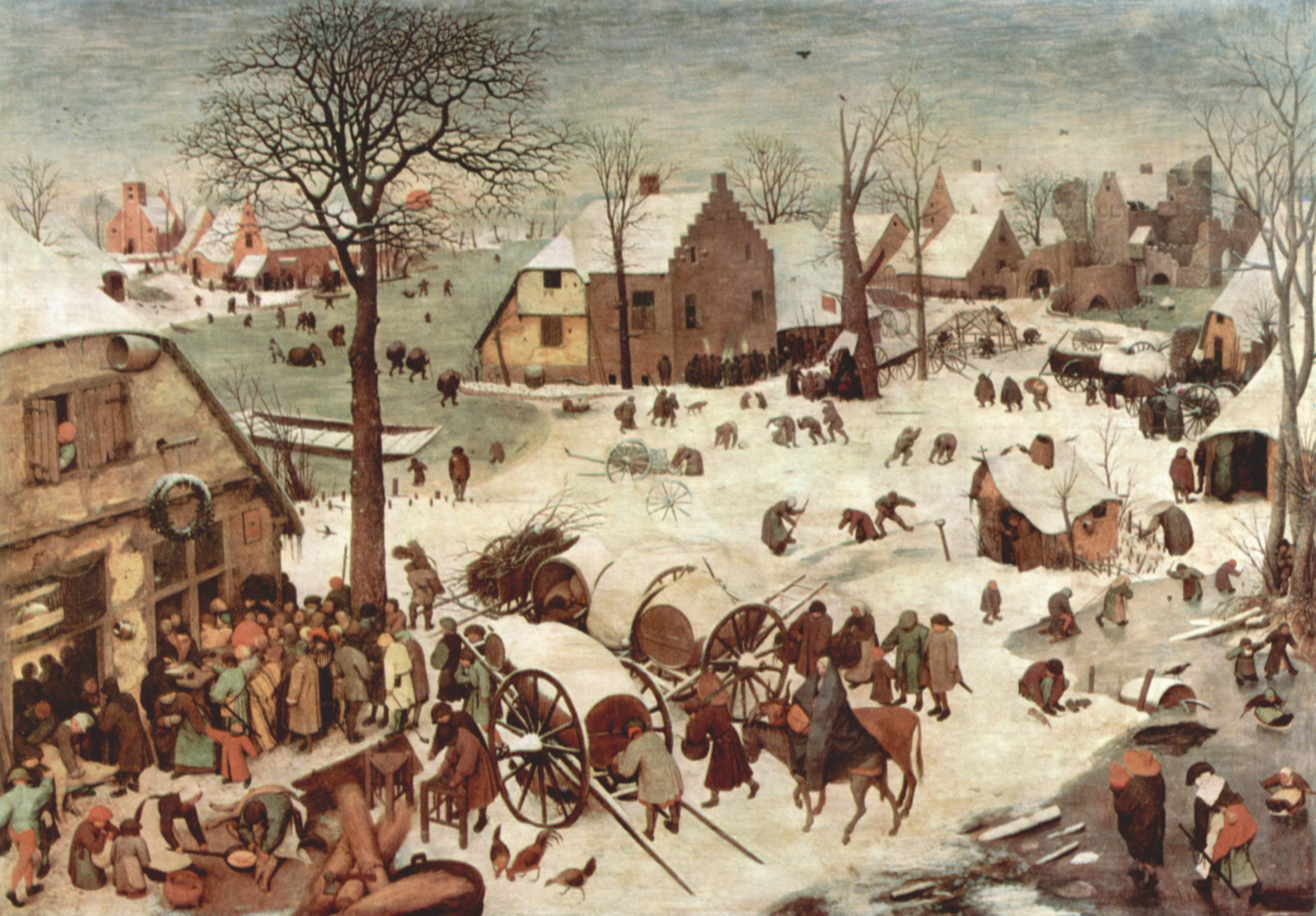
Betlehemi népszámlálás (1566)

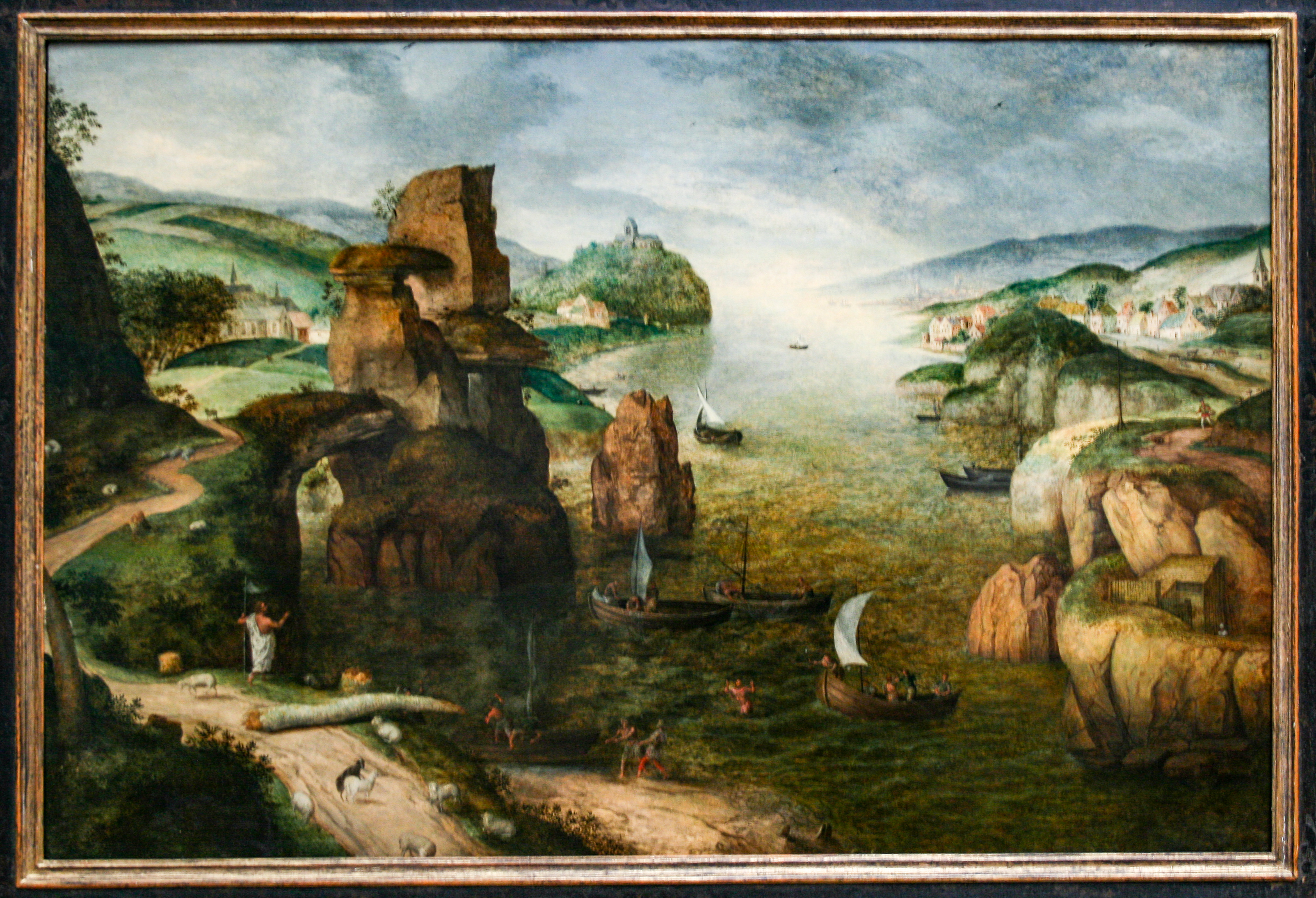
Krisztus és az apostolok a Genezáreti tó partján

Bár ma már szinte csak paraszti életképek művészeként ismerjük, Bruegel kortársainak elismerését elsősorban rajzolóként vívta ki. Életének szinte utolsó éveiig készített rajzokat és rézmetszeteket. Olykor szatirikus, máskor erkölcsi célzatú, groteszk vagy fantasztikus képeket rajzolt, amelyekről Hieronymus Cock, a híres rézmetsző készített metszeteket. Ezeket akkoriban nagyra értékelték, albumokban gyűjtötték. Bruegel rajzainak értéke ebben az időben elérte Európa legjobb művészei munkáiét. Elsősorban bibliai és falusi jeleneteket ábrázolt. A falusi életről készített rajzok olyan részletességgel és realista módon elevenítik meg a 16. századi Flandriát, hogy történelmi dokumentumokként is felhasználhatók. Hírnevét A hét főbűnt ábrázoló metszetsorozat szilárdította meg.
Ő fedezte fel Hieronymus Bosch művészetét, akinek stílusa erősen hatott rá. Brüsszelben bontakozott ki festészete, s az ösztönzést Bosch festményeinek tanulmányozásából merítette. Kapcsolata az Aelst családdal vonzotta Bruegelt Mechelen (Malines) vidékének művészi hagyományaihoz, amelyben legfőképp az allegorikus és a paraszti témák terjedtek el. Festményei, beleértve tájképeit és paraszti életképeit, az abszurdot és a vulgárist hangsúlyozzák a lendület és a finom részletek teljességében, miközben leleplezik az emberi gyengeségeket és ostobaságokat.
Eredeti művészeti stílust fejlesztett ki, témái változatosak, a hagyományos bibliai jelenetektől és Krisztus példabeszédeitől a mitológiai ábrázolásokig terjednek; vallásos allegóriák Hieronymus Bosch stílusában és társadalmi szatírák. De a természetben találta meg a legnagyobb inspirációt. Hegyi tájképeihez hasonló kevés van az európai művészetben.
Első ismert festményei népes csoportokat ábrázoló kompozíciók, mint a Gyermekjátékok és a Flamand közmondások. Az egyik derűs és kiegyensúlyozott, a másikban minden mozdulat egy emberi fonákságra utal. A mitológiai jeleneteket is paraszti környezetbe helyezi, mint Ikarosz bukását, amelyen csöndes derűvel mond ítéletet a felesleges hősködésről. A bibliai témákat is újszerűen ábrázolta. Bábel tornya címmel két változatot festett, az egyik Rotterdamban, a másik Bécsben található, újszerűen és kegyetlenséggel ábrázolja ezt a témát, emellett megfestette a Betlehemi népszámlálást és a A három királyok imádását, amely csendes falusi életkép, és amelyen a bibliai alakok szinte belevesznek a falusiak csoportjába. A Betlehemi gyermekgyilkosság című képen éppúgy, mint a Pál megtérésén a katonák a gyűlölt spanyol zsoldosok ruháját viselik. Keresztút című festményén több száz alak jelenik meg egy eretnek kivégzésén; Lech Majewski lengyel filmrendező 2011-ben készült Malom és kereszt című alkotása egyenesen az életre keltett festménybe vezeti be a nézőt.
Képein az ember és a táj megbonthatatlan egységet alkot. Ez fordulatot jelentett a nyugati művészet történetében; az addigi tájképek mindig vallási témákhoz kötődtek. Bruegel az olasz reneszánsz elveit követve idealizmustól mentesen ábrázolta a tájat és a benne tevékenykedő embereket. Jó példája ennek leginkább az év szakaszait bemutató, hat képből álló sorozata, amelyből csak öt kép maradt fenn. Bruegel a dolgos emberek szemszögéből ábrázolja a világot, a paraszt munkája így a hónapok jelképévé válik. Az Aratók elnevezésű képe például augusztust és szeptembert ábrázolja. A festmények a színek dinamikájára vagy az emberek lendületes mozgására épülnek. Az emberi tevékenység határozza meg a motívumok elrendezését, és az évszakok színvilága fokozza vagy tompítja az alakok színfoltjait.
Az évek múlásával a humort egyre inkább felváltja a keserű szatíra. A németalföldi politikai állapotokról mond kegyetlen kritikát a Vakok és a Koldusok című képén, amelyeken egy párt, a politikai vezetés torzképét festi meg.
Utolsó éveiből három paraszti életképe maradt meg: a Lakodalmas tánc, a Paraszttánc és a közismert Parasztlakodalom. A korábbi képektől eltérően a festményeken kevesebb alak látható, de közelebb jönnek; míg eddig az életük eseményeit festette meg, most a jellemüket ábrázolja. A Parasztlakodalom átlós képszerkesztése nagyon közel áll az olasz kompozíciókhoz. A modern kompozíció és a színek töretlen, szinte a középkororra emlékeztető használata különös ellentétet képez, amely Bruegel művészetét oly eredetivé teszi. A pillanatnyi mozgás megragadása és a végsőkig egyszerűsített körvonalazás a legsajátosabb vonása festészetének.
Sajátos művészi alkata, ahogyan újraértelmezte Bosch festményeit, ahogyan önkényesen bánt az általánosan elfogadott formai törvényekkel, eltávolította korának és hazájának művészi környezetétől. A parasztok nem színpadon állnak mellékszereplőként, mint más festőknél, hanem élik mindennapjaikat, amelybe az egyik legfüggetlenebb szellemű festő segítségével nyerhetünk bepillantást, akinél mélyebb humorral és bölcsességgel nem ábrázolta senki a paraszti életet. S ennek köszönheti évszázadokon át használt melléknevét: Paraszt Bruegel. Művészetének megtermékenyítő hatása volt a paraszti életképeket ábrázoló 17. századi holland és flamand iskolára.
Néhány műve nehezen megfejthető értelmű, például a Bécsben található Farsang és böjt harca vagy az antwerpeni Mayer van den Bergh Múzeumban található nagy képe, a Dulle Griet (Bolond Margit). A halál diadala című képe elborzasztó jeleneteivel és szimbolikájával Bosch vízióit idézi, kivételes erejű alkotás.
Európa és az Amerikai Egyesült Államok jeles múzeumai őrzik alkotásait, a budapesti Szépművészeti Múzeum is őrzi egy jeles alkotását: Keresztelő Szent János prédikációja a pusztában címűt.

## Művei (válogatás)

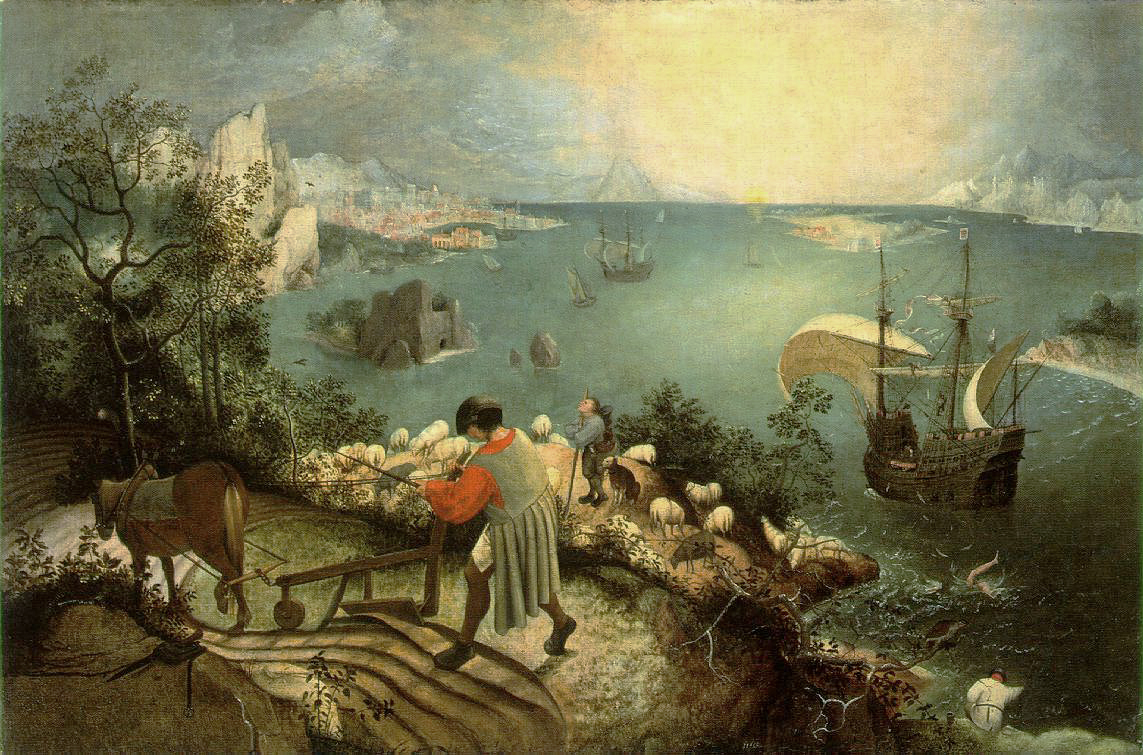
Ikarosz bukása (1558)

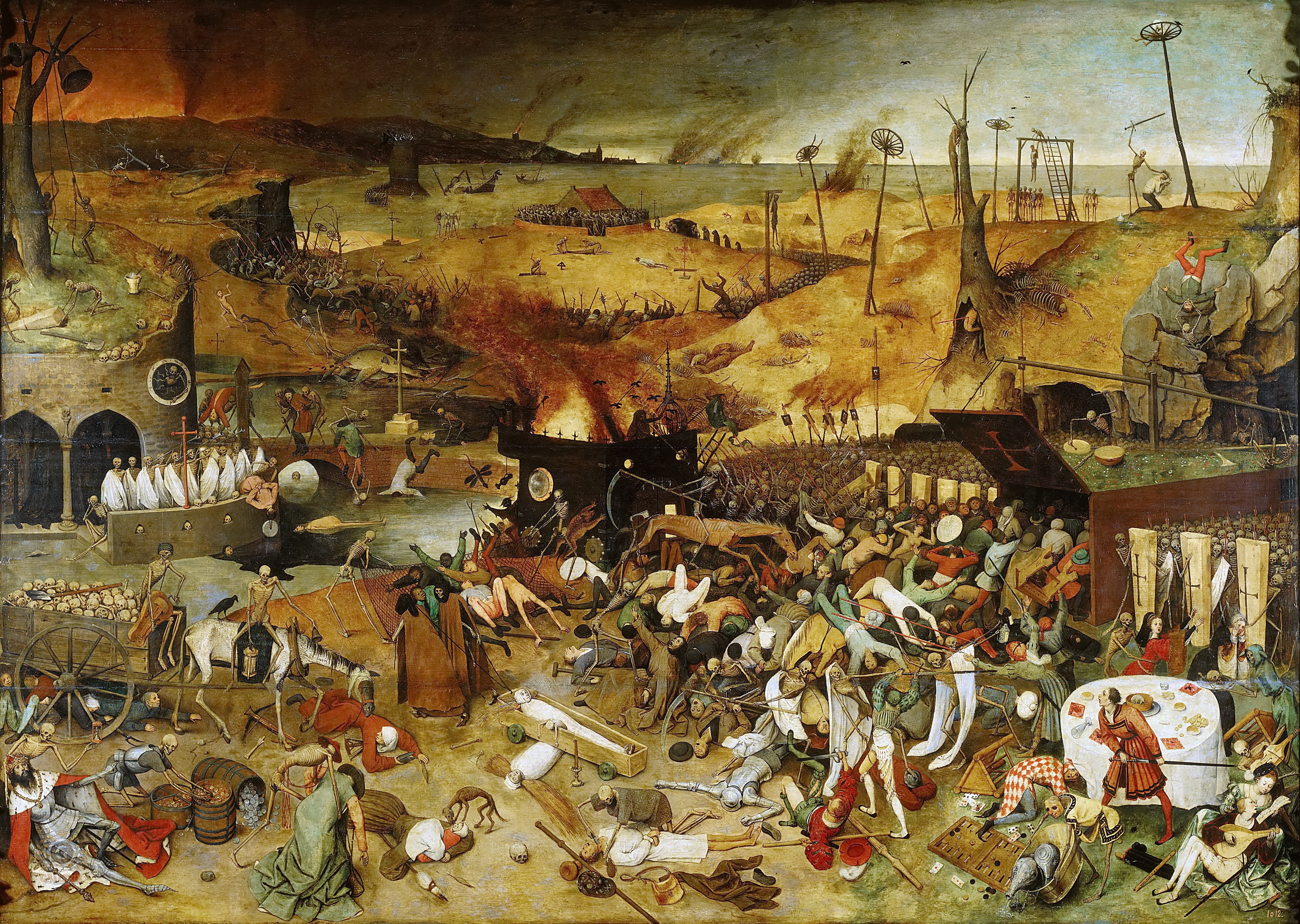
A halál diadala (1562; Prado)

A lázadó angyalok bukása

- 1558 Tizenkét közmondás, Antwerpen, Mayer van den Bergh Múzeum
- 1558 Ikarosz bukása, Brüsszel, Királyi Szépművészeti Múzeum (Bruegel elveszett eredetijének korai másolatának tartják)
- 1559 Keresztelő Szent János prédikációja, Budapest, Szépművészeti Múzeum
- 1559 Flamand közmondások, Gemäldegalerie (Berlin)
- 1559 Farsang és böjt harca, Bécsi Szépművészeti Múzeum
- 1560 Gyermekjátékok, Bécsi Szépművészeti Múzeum
- 1562 A halál diadala, Madrid, Prado
- 1562 Dulle Griet, Antwerpen, Mayer van den Bergh Múzeum
- 1563 Bábel tornya, Bécsi Szépművészeti Múzeum
- 1564 Keresztút, Bécsi Szépművészeti múzeum
- 1565 Vadászok a hóban, Bécsi Szépművészeti Múzeum
- 1565 Aratók, New York, Metropolitan Művészeti Múzeum
- 1566 Betlehemi népszámlálás, Brüsszel, Királyi Szépművészeti Múzeum
- 1567 Eldorádó, München, Alte Pinakothek
- 1567 Pál megtérése, Bécsi Szépművészeti Múzeum
- 1567 Háromkirályok imádása, Winterthur, Oskar Reinhart Collection
- 1568 Vakok, Párizs, Louvre
- 1568 Koldusok, Párizs, Louvre
- 1568 Parasztlakodalom, Bécsi Szépművészeti Múzeum
- 1568 Paraszttánc, Bécsi Szépművészeti Múzeum
- 1565–1568 körül Szent Márton-napi bor, Madrid, magángyűjtemény (2010-ben fedezték fel)